# Estação Plaza Egaña
A Estação Plaza Egaña é uma das estações do Metrô de Santiago, situada em Santiago, entre a Estação Simón Bolívar e a Estação Los Orientales, a Estação Villa Frei e a Estação Fernando Castillo Velasco. Faz parte da Linha 3 e da Linha 4.
Foi inaugurada em 30 de novembro de 2005. Localiza-se no cruzamento da Avenida Ossa com a Avenida Irarrázaval. Atende as comunas de La Reina e Ñuñoa.